# Kooyoora State Park
Kooyoora State Park är ett naturskyddsområde i Australien.   Den ligger i delstaten Victoria, i den sydöstra delen av landet, 500 km väster om huvudstaden Canberra. Kooyoora National Park ligger 349 meter över havet.
I omgivningarna runt Kooyoora State Park växer huvudsakligen savannskog.